# Jenő Reti
Jenő Antal Adalbert Reti, właśc. Eugenius Antonius Adalbertus Rittich (ur. 13 stycznia 1889 w Újarad, zm. 24 grudnia 1961 w Kelowna) – węgierski gimnastyk, medalista igrzysk olimpijskich.
Uczestniczył w rywalizacji na V Igrzyskach olimpijskich rozgrywanych w Sztokholmie w 1912. Startował tam w jednej konkurencji gimnastycznej – w wieloboju drużynowym w systemie standardowym, w której zajął wraz z drużyną drugie miejsce. Poza tym pełnił funkcję chorążego reprezentacji Królestwa Węgier podczas ceremonii otwarcia.
Reprezentował barwy budapeszteńskiego klubu BBTE.